# セイヴド
『セイヴド』（Saved）は、1980年にリリースされたボブ・ディラン20枚目のスタジオ・アルバム。ボーン・アゲイン・クリスチャンに改宗したディランの個人的な信仰心とゴスペルに強く影響を受けた楽曲が並び、前作『スロー・トレイン・カミング』（1979年）での試みをさらに深めた作品。ビルボード200チャートで最高24位、全英アルバム・チャートで3位を記録した。

## 解説

### レコーディング
レコーディングは1980年2月11日から15日にかけて、前作『スロー・トレイン・カミング』と同じく、アラバマ州シェフィールドのマッスル・ショールズ・サウンド・スタジオにてジェリー・ウェクスラーとバリー・バケットのプロデュースで行われた。

### カバー・アート
当初ジャケット・カバーの絵はトラフィックなどのジャケットも手がけるトニー・ライト（Tony Wright）による「神の手」が描かれていた。リリース直後の雑誌『ローリング・ストーン』誌によると発売直後、ディランはコロムビアにジャケットを差し替えるように要請したが却下されたとのこと。しかし、このことに関しては、このアルバムは最高位24位とディランのオリジナル・アルバムの中ではファースト・アルバム以来の売れ行きの悪さに危機感を持ったディランがプロモーションの強化を促す意図があったと受け止められていた。後にCD化の際にジャケットは裏表逆にされた。
インナースリーヴには、旧約聖書『エレミヤ書』31章31節の一文が記載されている。

## 収録曲
特記なき楽曲はボブ・ディラン作詞・作曲

### Side 1
1. ア・サティスファイド・マインド - A Satisfied Mind – 1:57
  - 作詞・作曲: Red Hayes/Jack Rhodes
2. セイヴド - Saved – 4:00
  - 作詞・作曲: Tim Drummond/ディラン
3. コヴィナント・ウーマン - Covenant Woman – 6:02
4. ホワット・キャン・アイ・ドゥ・フォー・ユー - What Can I Do for You? – 5:54
5. ソリッド・ロック - Solid Rock – 3:55

### Side 2
1. プレッシング・オン - Pressing On – 5:11
2. イン・ザ・ガーデン - In the Garden – 5:58
3. セイヴィング・グレイス - Saving Grace – 5:01
4. アー・ユー・レディ - Are You Ready – 4:41

## パーソネル
- バリー・バケット（Barry Beckett） - プロデューサー
- キャロリン・デニス（Carolyn Dennis） - ボーカル
- ティム・ドラモンド（Tim Drummond） - ベース
- ボブ・ディラン - ギター、ハーモニカ、キーボード、ボーカル
- Gregg Hamm - エンジニア
- Bobby Hata - マスタリング
- レジナ・ヘイヴィス - ボーカル
- ジム・ケルトナー - ドラムス
- クライディ・キング（Clydie King） - ボーカル
- Mary Beth McLemore - アシスタント･エンジニア
- Spooner Oldham - キーボード
- Arthur Rosato - フォトグラフィ
- Fred Tackett - ギター
- ジェリー・ウェクスラー（Jerry Wexler） - プロデューサー
- Paul Wexler - マスタリング・スーパーバイザー
- トニー・ライト（Tony Wright） - アートワーク
- Monalisa Young - ボーカル
- Terry Young - キーボード、ボーカル

## リリース
日本
| 日付          | レーベル  | フォーマット | カタログ番号 | 付記            |
| ------------- | --------- | ------------ | ------------ | --------------- |
| 1980年        | CBSソニー | LP           | 25AP 1890    |                 |
| 1980年        | CBSソニー | カセット     | 25KP 581     |                 |
| 1991年12月1日 | ソニー    | CD           | SRCS 6170    | NICE PRICE LINE |